# Aero Vodochody
Aero Vodochody (también doniminado simplemente como Aero) es una compañía diseñadora y fabricante de productos aeronáuticos, fundada en el año 1919. Tiene sus instalaciones situadas en la ciudad checa de Odolena Voda (antigua Checoslovaquia). Esta empresa es conocida por fabricar una amplia gama de aviones de entrenamiento, entre los que se encuentra el L-29 Delfin, el L-39 Albatros, el L-59 Super Albatros y el L-159 Alca.
Tras la Revolución de terciopelo en Checoslovaquia en el año 1989 y sobre todo, tras la caída de la Unión Soviética, la compañía perdió su posición predominante en el mercado de aviones de entrenamiento a reacción. Las ventas de aeronaves militares se redujeron a principio de los años 1990 y con ello su principal mercado.
Aero estuvo bajo el control de Boeing desde el año 1998 hasta 2004. A finales de octubre de 2006 Aero Vodochody fue adquirida de nuevo. Un grupo inversor de capital checo y eslovaco, Penta Investments, la compró por cerca de 3.000 millones de coronas checas.
La producción de Aero Vodochody se centra en la fabricación del helicóptero Sikorsky S-76, partes para el Alenia C-27J, ensamblajes para las puertas del Embraer 170 y Embraer 190, cabinas para el Sikorsky UH-60, partes para el Boeing F/A-18 Super Hornet y el L-159 Alca.

## Aeronaves

### Aeronaves anteriores a la 2ª Guerra Mundial

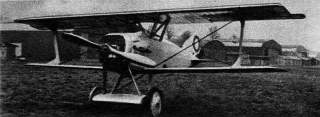
Aero Ae 02.

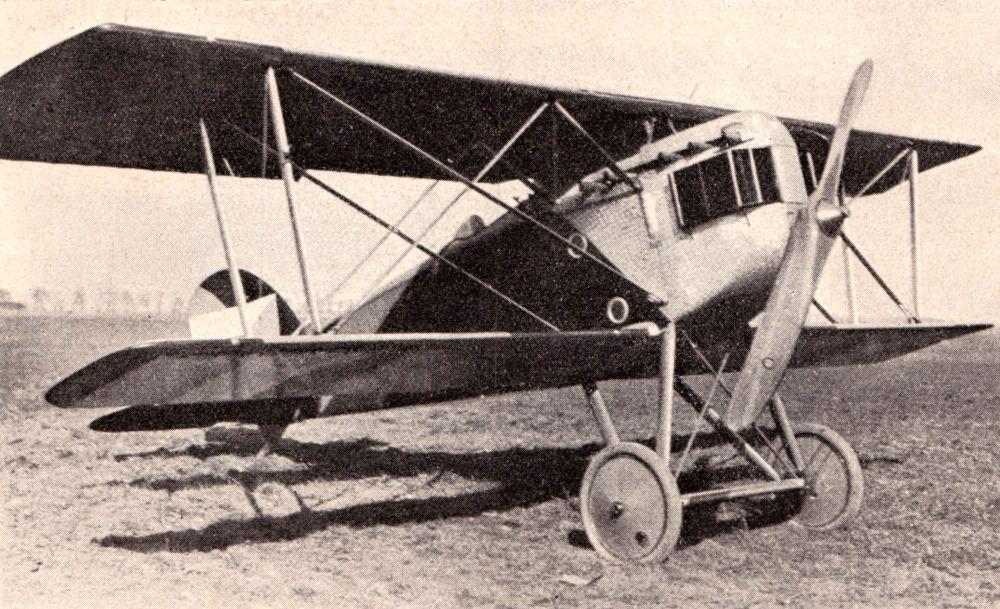
Aero A.18.

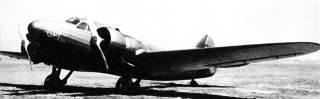
Aero A.204.

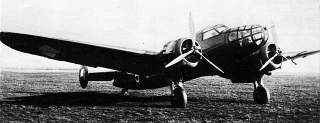
Aero A.300.

- Aero Ae 01
- Aero Ae 02
- Aero Ae 03
- Aero Ae 04
- Aero A.10
- Aero A.11
- Aero A.12
- Aero A.14
- Aero A.17
- Aero A.18
- Aero A.19
- Aero A.20
- Aero A.21
- Aero A.22
- Aero A.23
- Aero A.24
- Aero A.25
- Aero A.26
- Aero A.27
- Aero A.29
- Aero A.30
- Aero A.32
- Aero A.34
- Aero A.35
- Aero A.38
- Aero A.42
- Aero A.46
- Aero A.100
- Aero A.101
- Aero A.102
- Aero A.104
- Aero A.200
- Aero MB.200 (Bloch MB.200)
- Aero A.204
- Aero A.300
- Aero A.304

### Aeronaves posteriores a la 2ª Guerra Mundial

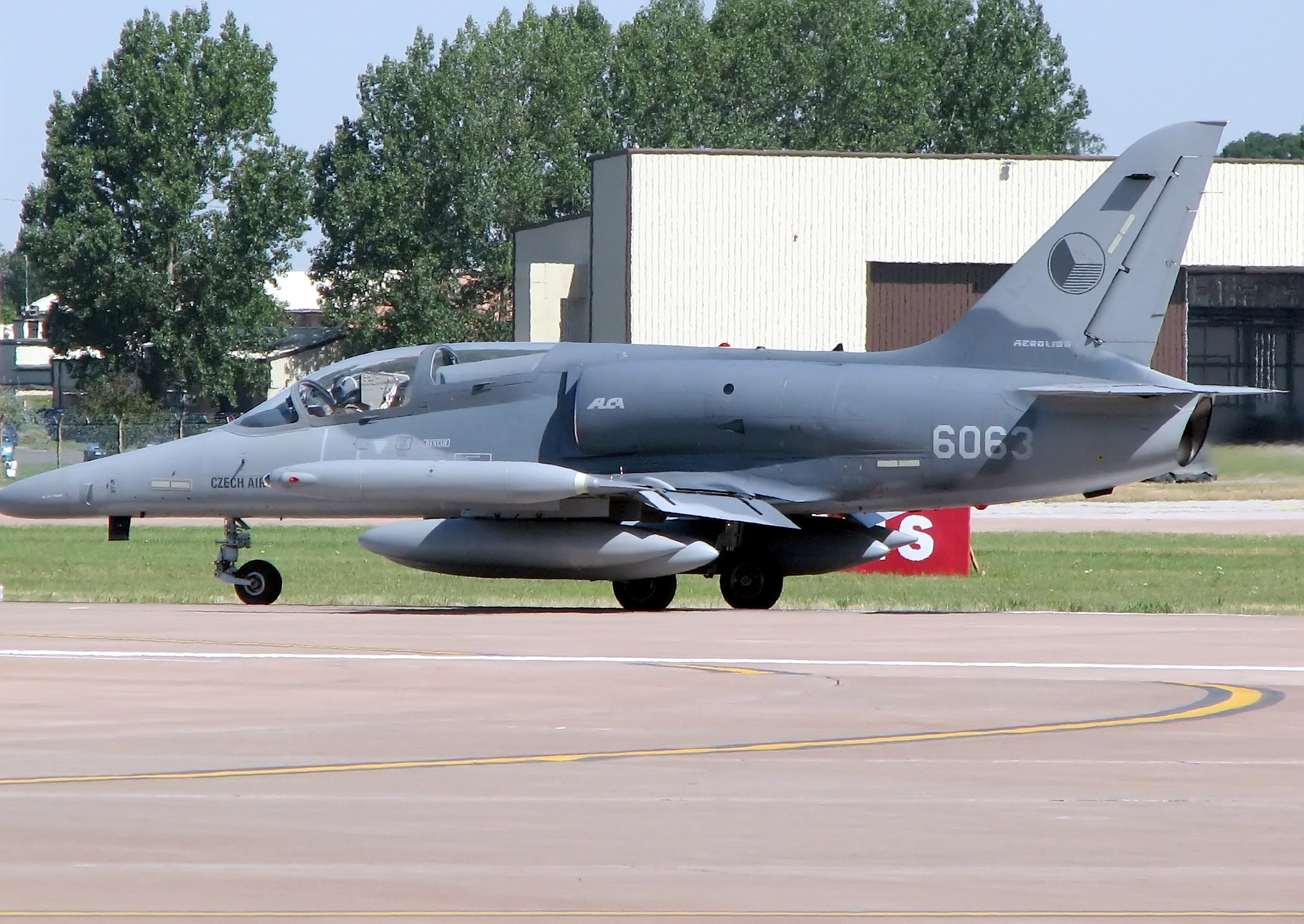
Aero Vodochody L.159A ALCA (Advanced Light Combat Aircraft)

- Aero Ae-45
- Aero Ae-145
- Aero HC-2 Heli Baby
- Aero L-60 Brigadýr
- Aero L-29 Delfin
- Aero L-39 Albatros
- Aero L-59 Super Albatros
- Aero L-159 Alca
- Aero Ae 270